# Ída
Ída är en ort i Grekland.   Den ligger i prefekturen Nomós Péllis och regionen Mellersta Makedonien, i den norra delen av landet, 400 km norr om huvudstaden Aten. Ída ligger 190 meter över havet och antalet invånare är 639.
Terrängen runt Ída är varierad. Runt Ída är det ganska glesbefolkat, med 31 invånare per kvadratkilometer. Närmaste större samhälle är Aridaía, 10,9 km väster om Ída. Omgivningarna runt Ída är en mosaik av jordbruksmark och naturlig växtlighet.